# Roulette Records
Roulette Records est un label discographique indépendant américain, anciennement basé à New York, dans l'État de New York, actif entre 1956 et 1989. 

## Histoire
Roulette Records est fondé fin 1956 à New York par George Goldner, Joe Kolsky, Phil Khal et Morris Levy. Ce dernier, également propriétaire du night-club new-yorkais Birdland, prend la direction du label et recrute Hugo Peretti (en) et Luigi Creatore (en) en tant que producteurs et auteurs-compositeurs.
Lorsque George Goldner quitte Roulette en 1957, il revend à Morris Levy ses parts dans plusieurs labels. Celui-ci acquiert  Gee Records (en) et  Rama Records (en), qui publient du rhythm and blues et surtout des groupes de doo-wop, ainsi que Tico Records (en) spécialisé dans la salsa,. Par la suite, Levy fait l'acquisition de Roost Records en 1958, puis de Gone Records (en) et End Records (en) en 1962 et enfin de Jubilee Records en 1971.
Roulette Records connaît le succès d'emblée grâce aux hits Party Doll (en) de Buddy Knox, I'm Stickin' With You de Jimmy Bowen (en), et Honeycomb (en) de Jimmie Rodgers. De nouveaux titres de Jimmie Rodgers et deux singles des Playmates (en) se classent dans les meilleures ventes en 1958. La série de hits édités par Roulette Records attire l'attention de RCA, qui recrute Peretti et Creatore. Roulette Records n'est pas un label spécialisé, puisqu'il publie autant Jimmie Rodgers, que du rockabilly, de la pop ou du jazz. Roulette reste connu aujourd'hui pour la série d'albums réalisée par Count Basie, avec des nombreux arrangeurs dont Neal Hefti , Quincy Jones, Benny Carter, Frank Foster, Ernie Wilkins, Thad Jones, à la fin des années 1950.
Morris Levy, qui entretient des liens avec la mafia, notamment la famille Genovese, est poursuivi en justice pour extorsion en 1988. L'année suivante, il revend Roulette à EMI et Rhino Records. Condamné à 10 ans de prison en première instance, il fait appel du jugement mais meurt en 1990,.

## Artistes

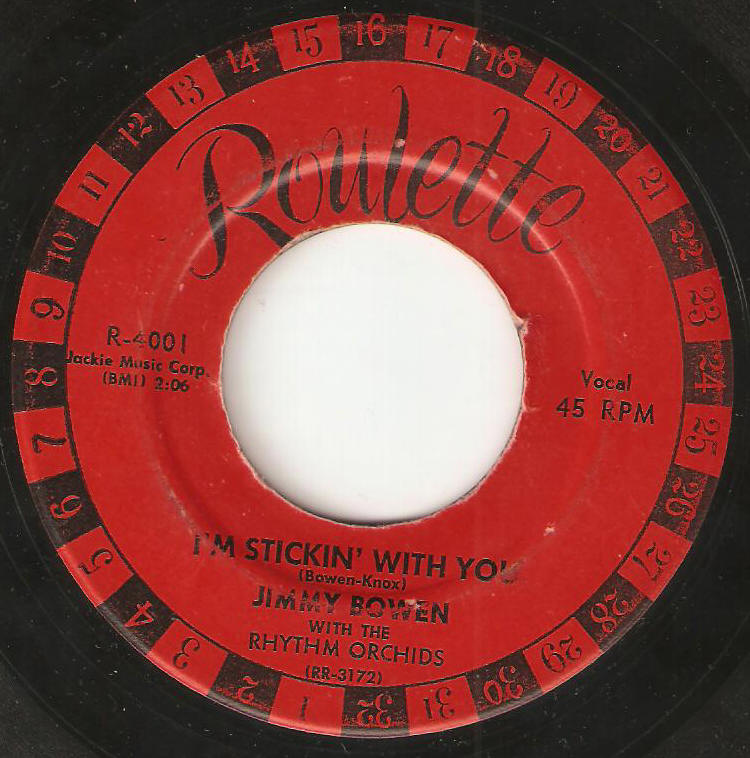
Étiquette du single I'm Stickin' With You de, édité par Roulette Records en 1957.

Les principaux artistes du label sont : Count Basie, Sarah Vaughan, Dinah Washington et Joe Williams

### Ouvrages
1. 1 2  Joe Conzo et David A. Pérez, p. 244
2. 1 2  John Broven, p. 244
3. ↑  Nick Talevski, p. 213-214
4. ↑  John Broven, p. 245
5. ↑  John Broven, p. 246
6. ↑  John Broven, p. 246-247
7. ↑  Jean-François Gayraud, p. 191
8. ↑  Nick Talevski, p. 368-369

### Autres sources
1. ↑  (en) William K. Knoedelseder Jr., « Morris Levy: Big Clout in Record Industry: His Behind-the-Scenes Influence Is Felt Throughout the Industry », Los Angeles Times, 20 juillet 1986
2. ↑  (en) Jesus Sanchez, « Rhino Records, EMI Buy Roulette's Labels : Owners Plan to Re-Release Music From Catalogue Morris Levy Compiled », Los Angeles Times, 2 juin 1989